# The Woman King
The Woman King är ett amerikanskt historiskt filmdrama av actionkaraktär från 2022. Den handlar om Agojie, den kvinnliga krigarformationen i det västafrikanska kungadömet Dahomey från 1600- till 1800-talet. Historien utspelar sig under 1820-talet och kretsar kring en general (spelad av Viola Davis) som tränar nästa generation av krigare.
Filmen är regisserad av Gina Prince-Bythewood och är författad av Dana Stevens, baserat på en historia som hon skrev ihop med Maria Bello. I andra viktiga roller finns Thuso Mbedu, Lashana Lynch, Sheila Atim, Hero Fiennes Tiffin och John Boyega.

## Produktion
Bello kom på idén till The Woman King under ett besök i Benin 2015 och där hon blev bekant med historien om Agojie. Hon rekryterade Cathy Schulman, för att kunna utveckla idén till en långfilm, och försökte få ett antal olika produktionsbolag att ta sig an filmidén. Efter att ett antal bolag, med ekonomiska skäl som motivering, avböjde filmprojektet, fick duon till slut grönt ljus 2020 från TriStar Pictures (som först kontaktats för idén tre år tidigare).
Filminspelningarna tog sin början i Sydafrika i november 2021. Efter en hastig nedstängning av produktionen på grund av ökad covid-19-spridning (omikron), återupptog man inspelningarna tidigt 2022. Ansvarig för filmfotot var Polly Morgan. Efter själva inspelningarna komponerades filmmusik av Terence Blanchard.

## Mottagande
The Woman King hade sin världspremiär under 2022 års internationella filmfestival i Toronto, den 9 september 2022. Därefter hade den allmän biopremiär i USA och ett antal andra länder under hösten. 
Efter den första festivalvisningen fick filmen ett positivt mottagande från filmkritiker, som hyllade Davis' insats och koreografin av actionscenerna. Filmen rönte dock kritik från både människorättsaktivister och historiker, som såg filmen som ett försök till förvrängning av den faktiska historieskrivningen. Verklighetens kvinnliga regementen skapades delvis som lösningen för att fortsätta den omfattande slavhandel för både export men inte minst inhemskt bruk som var grunden för regionens ekonomi, och var själva delaktiga i att fortsätta den handeln.
Historien, med en budget på närmare 500 miljoner kronor, är ett modernt matinéäventyr med enbart kvinnliga afrikanska huvudroller. Inspiration har sannolikt även hämtats från historiska actionepos som Gladiator och Braveheart.